# Graveland
Graveland é uma banda polonesa de black metal, formada em 1992 por Rob Darken (Robert Fudali). Eles começaram como uma banda de black metal antes de adotar um estilo de metal pagão e viking. As letras e imagens de Graveland são fortemente inspiradas na mitologia europeia, natureza, inverno e guerra. Seus primeiros trabalhos se concentraram na mitologia celta e eslava, enquanto seus trabalhos posteriores se concentraram na mitologia nórdica e no wotanismo.
Apesar de rejeitar o rótulo de banda politizada, Robert "Rob Darken" Fudali, líder da banda, confirmou sua admiração pelo nacional-socialismo.
Em 2016 protestantes anti-fascistas forçaram o cancelamento da apresentação que o Graveland faria em Montreal, Canadá.

## Integrantes
- Robert "Rob Darken" Fudali – vocal, guitarra, baixo, bateria e sintetizadores (1991–presente)
- Piotr "Mścisław" Bajus – baixo, guitarra (2015–presente)
- Maciej "Draugir" Twarowski – guitarra (2016–presente)

## Discografia
Álbuns de estúdio
1. (1994) Carpathian Wolves
2. (1995) Thousand Swords
3. (1997) Following The Voice Of Blood
4. (1998) Immortal Pride
5. (2000) Creed Of Iron
6. (2002) Memory And Destiny
7. (2003) The Fire of Awakening
8. (2004) Dawn Of Iron Blades
9. (2005) Fire Chariot Of Destruction
10. (2007) Will Stronger Than Death
11. (2009) Spears of Heaven
12. (2012) Memory and Destiny/ Pamięć i przeznaczenie
13. (2013) Thunderbolts of the Gods

EPs
1. (1994) The Celtic Winter
2. (1999) Impaler's Wolves
3. (2001) Raise Your Sword
4. (2002) Blood Of Heroes
5. (2007) Wotan Mit Mir
6. (2010) Cold Winter Blades